# Nate Doornekamp
Nathan George Doornekamp, detto Nate (Odessa, 9 ottobre 1982), è un ex cestista canadese.
Ha giocato come centro e nella nazionale canadese.

## Carriera
Ha giocato ad hockey su ghiaccio fino a quindici anni, quando ha deciso di passare al basket. Nel suo ultimo anno all'high school Ernestown Secondary, ha totalizzato una media di 27 punti a partita. Al college, il cestista canadese si è trasferito a Boston. Ha giocato per tre stagioni nel campionato NCAA.
Nel 2001-02, come freshman, ha giocato 32 gare con 2,2 punti a partita. Nel 2002-03, da sophomore, ha giocato 31 gare con una media di 3,2 punti, pur giocando in media molti minuti in più. Nel suo anno da junior, nel 2003-04, Doornekamp ha giocato 34 partite, con una media di 3,1 punti e rimbalzi a partita.
Nel 2004-05 conclude la sua esperienza nel campionato NCAA con 30 partite e il titolo di campione del Big East alla fine della stagione regolare. Nel 2005-06 passa alla Basketball-Bundesliga tedesca, acquistato dal TBB Trier: nella prima stagione gioca 30 gare con 8,8 punti di media. Rimane a Treviri due stagioni, per poi essere ceduto all'Eisbären Bremerhaven.
Tra il 2001 e il 2003 ha giocato anche per la nazionale universitaria canadese, che ha preso parte alle Universiadi a Pechino (2001) e Taegu (2003). Dal 2005 è titolare nella nazionale maggiore.